# モンテノッテの戦い
モンテノッテの戦い（モンテノッテのたたかい、フランス語: Bataille de Montenotte）は、フランス革命戦争中の1796年4月12日、ナポレオン・ボナパルト将軍指揮下のフランスのイタリア方面軍とウジェーヌ・ギヨーム・アルジャントー少将指揮下のオーストリア軍部隊の間で行われた戦いである。イタリア方面軍は、ピエモンテ-サルデーニャ王国のカイロ・モンテノッテ村近郊で行われたこの戦いに勝利した。オーストリア軍とピエモンテ-サルデーニャ軍の接合点に対して行われたこの攻撃は、同盟国間の連絡を脅かし、続くミレシモ、デゴの戦いによって完全にサルデーニャ軍を孤立させた。

## 背景
1796年3月27日、若きボナパルト将軍はイタリア方面軍の指揮を引き継ぐためニースに着任した。イタリア戦役初期の1792年の段階では106,000人を数えたイタリア方面軍も、彼が着任した時には総勢63,000人であり、そのうち戦場に投入可能であったのは37,600人と60門の大砲のみであった。兵士たちは給料の遅配、不十分な装備により士気を低下させており、一部は反乱を起こす有様であった。一方、オーストリア軍の指揮官ヨハン・ペーター・ボーリュー元帥もまた、イタリア戦域では新任の指揮官だった。ボーリュー元帥は半分がまだアレッサンドリア他の冬季用兵舎にあった19,500人のオーストリア軍を直卒した。ボーリュー元帥指揮下のアルジャント―少将は西方遠く、アックイ・テルメ周辺に展開している11,500人のオーストリア軍部隊を指揮していた。ミケランジェロ・アレッサンドロ・コッリ・マルキ少将指揮下の21,000人のピエモンテ-サルデーニャ軍（ジョヴァンニ・マルケーゼ・ディ・プロヴェラ少将指揮下のオーストリア軍分遣隊により強化されていた）は、アルジャントー少将の部隊のさらに西方にいた。ピエモンテ-サルデーニャ軍はフランス軍が西方から侵入しないように監視するため、クネーオ-チェーヴァ-コッセーリアを結ぶ線上に細く引き伸ばされていた。

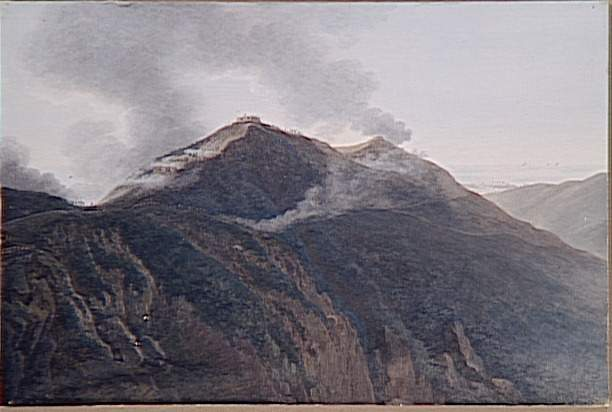
ジュゼッペ・ピエトロ・ベッゲチによるモンテレジノ要塞への攻撃

ボナパルト将軍は、リグーリア海岸伝いにサヴォナに進出し、北東のボーリュー元帥指揮下のオーストリア軍と北西のコッリ少将指揮下のピエモンテ-サルデーニャ軍の間に楔を打ち込み分断する作戦を計画した。コッリ少将はピエモンテ-サルデーニャ軍を率いてはいるもののオーストリア軍の将官であり、ボーリュー元帥とは個人的に親しかった。しかしオーストリア政府はボーリュー元帥に対し、サルデーニャを信用しないよう密かに警告を発していた。これにより、両将軍は統一した戦略に基づいて部隊を行動させることが出来なかった。コッリ少将は、フランス軍が両軍の分断を図ること恐れていたので、中央に集結することを主張した。しかしボーリュー元帥はフランス軍がジェノヴァの攻略を意図していると確信し、それを阻止するための攻勢を企図していた。
4月9日の兵員名簿によると、ボナパルト将軍の野戦軍はアメデ・エマニュエル・フランソワ・ラアルプ、ジャン＝バティスト・メニエル、ピエール・オージュローとジャン・マチュー・フィリベール・セリュリエ各師団将軍指揮下の四個師団から構成されていた。ラアルプ、メニエル両師団将軍の師団は、アンドレ・マセナ師団将軍の指揮下で前衛を形成していた。各師団の編成は以下である。
- ラアルプ師団（8,614人）
  - 第17軽歩兵半旅団（3個大隊）
  - 第22軽歩兵半旅団（3個大隊）
  - 第32戦列歩兵半旅団（3個大隊）
  - 第75戦列歩兵半旅団（3個大隊）
- メニエル師団（9,526人）
  - 第11軽歩兵半旅団（2個大隊）
  - 第27軽歩兵半旅団（1個大隊）
  - 第25戦列歩兵半旅団（3個大隊）
  - 第51戦列歩兵半旅団（3個大隊）
  - 旧第51戦列歩兵半旅団（1個大隊）
  - 旧第55戦列歩兵半旅団（1個大隊）
- オジューロー師団（10,117人）
  - 第4軽歩兵半旅団（2個大隊）
  - 第29軽歩兵半旅団（2個大隊）
  - 第4戦列歩兵半旅団（3個大隊）
  - 第14戦列歩兵半旅団（1個大隊）
  - 第18戦列歩兵半旅団（3個大隊）
- セリュリエ師団（9,448人）
  - 第69軽歩兵半旅団（3個大隊）
  - 第39戦列歩兵半旅団（3個大隊）
  - 第85戦列歩兵半旅団（3個大隊）

ジャン＝バティスト・セルヴォニ旅団将軍は第75戦列歩兵半旅団及び第51戦列歩兵半旅団の2,000人、計3,181人と共にボルトリで切り離された。
ボーリュー元帥はフィーリプ・ピットーニ・フォン・ダンネンフェルド准将およびカール・フィーリプ・ゼボッテンドルフ中将の二つの縦隊でセルボニ旅団を、そしてアルジャントー少将の部隊によりサヴォナを攻撃することを計画した。ピットーニ准将は5個歩兵大隊計3350人と4個騎兵大隊計624騎、ゼボッテンドルフ中将は5個歩兵大隊3200人を率いていた。アルジャントー少将は11個歩兵大隊計9000人と2個騎兵大隊340騎を指揮下に置いていたが、歩兵大隊は分散しており、サッセッロ近辺に4個、アックイ・テルメに1個、ミオーリアに2個、デゴに1個、カイロ・モンテノッテに1個、その他近辺に2個の歩兵大隊が存在していた。ピットーニ准将は、ボーリュー元帥がゼボッテンドルフ中将の部隊と共にジェノヴァ北西のテュルシノ山道を通過する間に、ジェノヴァ北方のボッケッタ山道を通過するように命令された。
4月10日、ボーリュー元帥、ゼボッテンドルフ中将およびピットーニ准将が指揮するオーストリア軍左翼はボルトリでセルボニ旅団を攻撃した。セルボニ旅団将軍は後退し、サヴォナまで無傷で退却した。命令の伝達が1日遅れたため、同時に行われるはずだったアルジャントー少将の攻撃は遅延していた。アルジャントー少将の部隊がサヴォナに向かって行動を開始したのは、分散されていた戦力の集中が完了した11日だった。ボーリュー元帥はこの時、自分たちがアルジャントー少将指揮下の右翼から危険なほど引き離されていることに気が付いた。彼は左翼にアルジャントー少将の支援を行うための準備を整えさせるとともに、ロンバルディアからの増援にアックイ・テルメに集結するように指示を出した。

## 戦闘

### モンテ・ネジーノ
4月11日、アルジャントー少将は3,700人の部隊でフランス軍の布陣していたモンテ・ネジーノに向かって行動を開始した。オーストリア軍は、モンテノッテ・スペリオーレより南東に進撃し、モンテ・サン・ジョルジョとモンテ・プラで敵の前哨を追い立てた。アンリ・フランシス・フォーニィ大佐指揮下の第17軽歩兵半旅団の1,000人は、モンテ・ネジーノ山頂のオーストリア人が作った古い砦を占拠していた。この部隊に、近辺の部隊の統括的な指揮権を持つアントワーヌ・ギヨーム・ランポン大佐と第32戦列歩兵半旅団より1192人の援軍が合流した。
モンテ・ネジーノまで進出したオーストリア軍は、クロアチア人義勇兵を主体とした攻撃を行った。目撃者によると、オーストリア軍の攻撃に動揺したフランス兵に対し、ランポン大佐は「勝つか、死ぬか」と誓わせることで彼らを奮い起こさせた。このモンテ・ネジーノに対して行われた全てのオーストリア軍の攻撃は撃退された。アルジャントー少将は午後4時に攻撃の中止を命令した。その晩、彼はサッセッロの友軍に対し、増援を求める伝令を派遣した。ランポン大佐はオーストリア軍に200から300人程度の損害を与えたと推定したが、実際には恐らく100人程度だったと思われる。フランス軍は57人の損害が報告されている。

### モンテノッテ
アルジャントー少将の攻撃に対しボナパルト将軍は即座に反応し、マセナ師団将軍の二個師団をサヴォナからカディヴォーナ山道付近まで前進させた。ボーリュー将軍の現在位置がアルジャントー少将を支援するにはあまりに東方に離れすぎていることを確信したボナパルト将軍は、アルジャントー少将を叩き潰すことを決心した。彼はラアルプ師団将軍の師団をランポン大佐の部隊と合流させ、計7000人の兵でモンテ・ネジーノを固めるよう命令した。またマセナ師団将軍はフィリップ・ロマン・メナード旅団将軍の4000人の旅団と共にアルターレより北上した。機を逃さぬため、彼らは午前2時より暴風雨の中を強行軍で移動した。オージュロー師団将軍の師団はカディヴォーナ山道近くに集結した。
サッセッロからの増援の一個大隊は、夜明け前にモンテノッテに到着するため夜通し行軍を行った。アルジャントー少将はこの大隊とクロアチア人義勇兵の一部、及び他の連隊より抽出した幾つかの部隊をアルターレよりの街道の守備に配置し、残りの部隊で再度モンテ・ネジーノを攻撃した。さらにもう一個大隊の増援が到着しつつあったが、その日の戦闘に投入することは出来なかった。
4月12日の明け方、戦場は霧に覆われていた。霧が晴れた時、フランス軍の大砲はモンテ・ネジーノよりオーストリア軍を砲撃し始めた。この時、アルジャントー少将はモンテ・ネジーノのフランス軍が先日より増援されていることに気が付いた。その直後マセナ師団将軍は脆弱なオーストリア軍の右側面に対して攻撃を開始し、数に劣る守備隊を圧倒した。アルジャントー少将は中央を守るため二個大隊を移動させ、さらに別の二個大隊を左側面の守備の為モンテ・ペラに配置した。その後、右側面の守備隊を救うために一個大隊を投入した。
マセナ師団将軍がオーストリア軍右側面を圧倒している間に、ラアルプ師団将軍はモンテ・ペラを守っていたオーストリア軍に襲い掛かった。オーストリア軍は断固として抗戦したものの、マセナ師団将軍の猛攻により右側面の守備隊はほぼ壊滅、中央を守備していた二個大隊も粉砕された。一個大隊に後衛戦闘を命じ、アルジャントー少将はモンテノッテ・スペリオーレより退却した。マセナ師団将軍及びラアルプ師団将軍が到達するより先に、アルジャントー少将はモンテノッテ・インフェリオーレより何とか後退できた。午前9時半までに戦いは終わっていた。

## 結果
この戦いは、モンテノッテ戦役におけるボナパルト将軍の初めての勝利であった。翌朝までに、アルジャントー少将は統制下にある兵が700名しかいない事を報告している。残りは戦闘で失われたか敗走の課程で離散してしまった。歴史家のマーティン・ボイコット＝ブラウンはフランスの損失を軽いものとしている。報告書より抜粋すると、第32戦列歩兵半旅団より10名、第51戦列歩兵半旅団より8名、第75戦列歩兵半旅団より27名、第17軽歩兵半旅団より19名の死傷者を出している。オーストリア軍は死者166名、負傷者114名、行方不明者416名、計696名を失ったことを認めている。負傷者の多くが行方不明者として数えられていない限り、オーストリア軍の死者と負傷者の割合は異常である。以下の3人の歴史家は、損失はより深刻だったと主張している。ディグビー・スミスは、フランス軍は合計14,000名の兵力と18門の砲のうち800名の死傷者と行方不明者を出したとしている。オーストリア軍は9,000名の兵力を投入し、2,500人の死傷者及び捕虜を出し、12門の砲を失った。アルジャントー少将の損害のほとんどは捕虜であったとしている。ギュンター・エーリッヒ・ローデンベルグは、オーストリア軍の損害を交戦した4,500名のうち2,500名と12門の砲、フランス軍の損失を10,000名のうち880名としている。デイビッド・ジェフリー・チャンドラーはオーストリア軍の損失を6,000名のうち2,500名としているが、フランス軍の損失は9,000名のうち0であったとしている。
激しく衝撃を受けたアルジャントー少将は残った兵と共にアックイまで後退し、 ルカヴィナ率いる部隊にモンテノッテ・スペリオーレの北西約7.5km(4.7mi)にあるデゴを保持させた。アルジャントー少将はボーリュー元帥に「自分の部隊はほぼ完全に粉砕された」という警告を送った。ボナパルト将軍はこの勝利を利用して、オーストリア軍とサルデーニャ軍の分断を拡大すべく西方のミレシモ、北方のデゴに向かって進軍するよう命令を出した。次の作戦行動は4月13日のミレシモの戦い、及び4月14日と15日の2次に亘るデゴの戦いであった。